# Dexia divergens
Dexia divergens är en tvåvingeart som beskrevs av Walker 1856. Dexia divergens ingår i släktet Dexia och familjen parasitflugor. Inga underarter finns listade i Catalogue of Life.